# Halas et Batchelor
Pour les articles homonymes, voir Batchelor.
Halas et Batchelor (anglais : Halas and Batchelor) est un studio d'animation britannique fondé en 1940 par le Hongrois John Halas et sa femme britannique Joy Batchelor. Spécialisé dans les courts-métrages, il en produisit plus de 2000 jusqu'à son rachat par Tyne Tees Television (en) au début des années 1970.

## Documentation
- Claude Moliterni, « Halas and Batchelor », Phénix, no 21,‎ 1972, p. 45-49.